# Vidim (Mělník)
Vidim é uma comuna checa localizada na região da Boêmia Central, distrito de Mělník.